# Tourbière Sifton
 (mars 2024).
La zone d'importance environnementale de la tourbière Sifton est une zone humide administrée conjointement par la ville de London, en Ontario, et l'Upper Thames River Conservation Authority . Elle est située à l'ouest de Hyde Park Road et au sud d'Oxford Street, à l'intérieur des limites de la ville de London, dans le sud de l'Ontario, au Canada. Il s’agit d’une zone humide d’importance provinciale de classe 2.

## Histoire
Avant 1967, la zone humide s'appelait « Tourbière Byron», car elle se trouvait à l'époque dans les limites du village de Byron, elle a été renommée à la suite du don du terrain par « Sifton Properties Limited ». Elle déjà avait subi une série de changements de nom avant cette époque, étant diversement nommé tourbière Foster et tourbière Redmond Bog dans les années 1880, et tourbière Spruce dans les années 1890 en l'honneur des occupants du terrain. Le nom tourbière Byron a été utilisé dans les années 1920, mais il n'existe aucune trace de son nom autochtone.
La tourbière était auparavant utilisée comme source commerciale de sphaigne, une alternative à la gaze de coton. Elle a été exploitée pendant la Première Guerre mondiale pour soutenir l'effort de guerre et répondre aux besoins des hôpitaux locaux. L'aulne bourdaine, plante indigène, a été récolté et utilisé pendant la Seconde Guerre mondiale pour produire de la poudre à canon.

## Patrimoine naturel
La tourbière Sifton est l'une des tourbières acides les plus au sud du Canada. Elle contient un certain nombre d'espèces rares, dont quatre types de plantes carnivores. Parmi ces derniers figurent les droséras Drosera intermedia et Drosera rotundifolia  et la sarracénie pourpre Sarracenia purpurea. La végétation centrale de la tourbière est dominée par les sphaignes et les chamaedaphne calyculata (feuilles cuir), avec quelques mélèzes courts ( Larix laricina ) et l'épinette noire ( Picea mariana ).

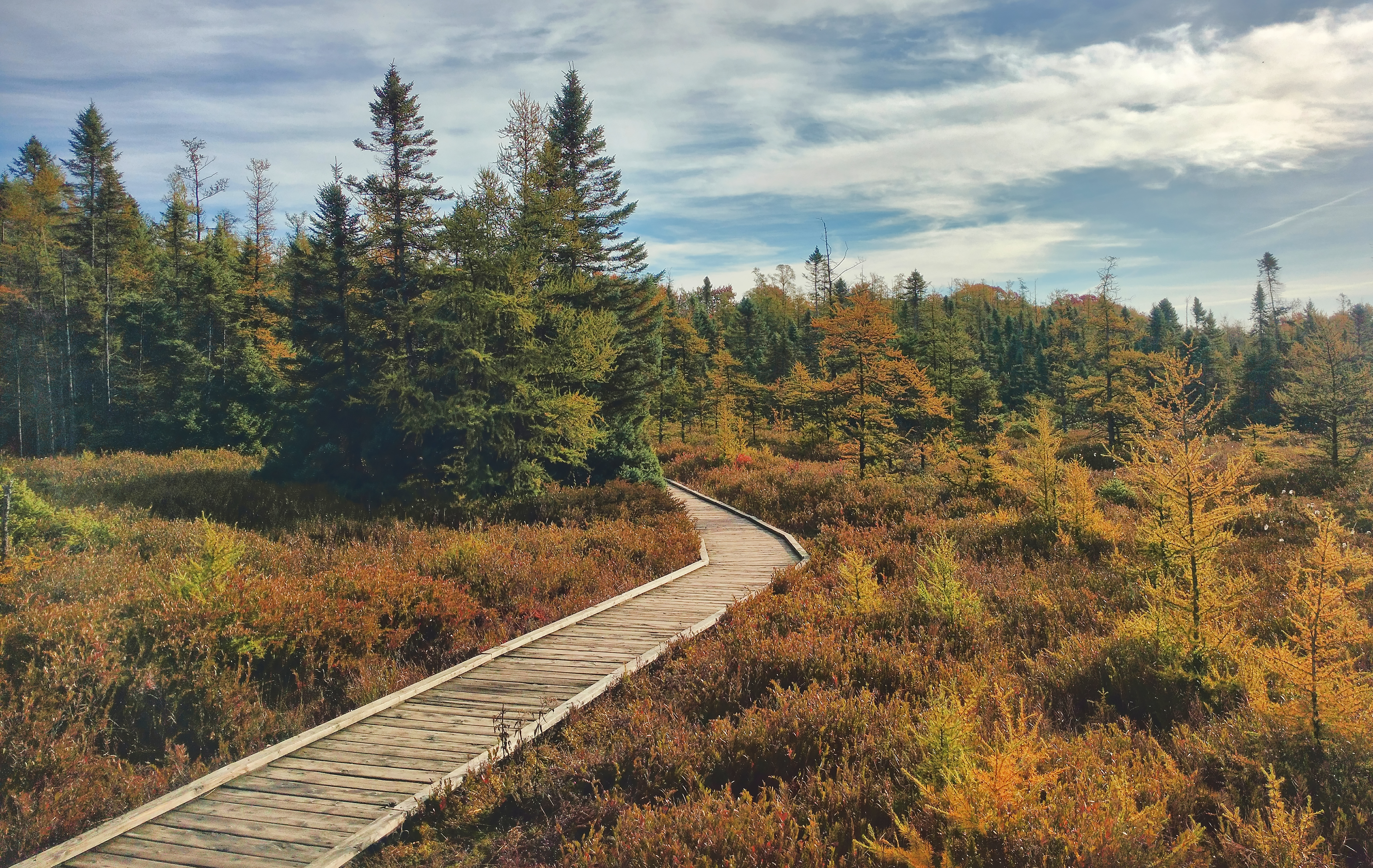
Promenade de la tourbière Sifton.

La dépression qui abrite la tourbière a été créée, comme de nombreuses formations géologiques locales, par les effets de la glaciation. Une dépression dans la moraine glaciaire d'Ingersoll a été laissée par le retrait des glaciers. Le résultat fut une poche sans drainage qui est devenu la tourbière Sifton. L'étang Redmond de 0,2 hectare situé au centre de la tourbière est le vestige de ce qui aurait été à l'origine un plan d'eau plus grand de 23 hectares, qui s'est progressivement rempli de tourbe au cours des 10 000 dernières années. La couche de tourbe au centre de la tourbière a été mesurée à 18 m (60 pi) en 1957.
L'étang Redmond doit son nom à la famille Redmond, qui possédait une partie du terrain sur lequel se trouve la tourbière, entre 1854 et 1900. L'étang a une profondeur inférieure à 1,5 m (5 ft) et a un pH d'environ 5. Sur ses berges on trouve des urticules de surface de l'utriculaire carnivore Utricularia vulgaris et du nénuphar Nuphar advena, ainsi que des lentilles d'eau clairsemées  ( Lemna minor et Spirodela polyrhiza ).